# Солен (Северна Дакота)
Солен (енгл. Solen) град је у америчкој савезној држави Северна Дакота.

## Демографија
По попису из 2010. године број становника је 83, што је 3 (-3,5%) становника мање него 2000. године.
| Група             | 2000.      | 2010.      |
| Белци             | 30 (34,9%) | 30 (36,1%) |
| Афроамериканци    | 0 (0,0%)   | 0 (0,0%)   |
| Азијати           | 0 (0,0%)   | 0 (0,0%)   |
| Хиспаноамериканци | 3 (3,5%)   | 0 (0,0%)   |
| Укупно            | 86         | 83         |